# Pyrgulopsis metcalfi
Pyrgulopsis metcalfi är en snäckart som först beskrevs av Taylor 1987.  Pyrgulopsis metcalfi ingår i släktet Pyrgulopsis och familjen tusensnäckor. IUCN kategoriserar arten globalt som starkt hotad. Inga underarter finns listade i Catalogue of Life.